# برشك
برشك هي مدينة ساحلية قديمة بالمغرب الأوسط تعود للقرون الوسطى، وتقع في موقع المدينة القديمة Gunugu . تقع بالقرب من قوراية الحالية بولاية تيبازة ، الجزائر .
تم تدميره نهائيًا في بداية السابع عشر. القرن، اندمجت بقاياها مع المدينة الرومانية.

## التسمية
تم الاستشهاد بريشك بأشكال مختلفة من قبل مؤلفي العصور الوسطى : باراشك ، بريسك ، بيرشيك وبريسكار . يبدو أن هذا الاسم من أصل فينيقي.
قد يكون الاسم القديم Gunugu كلمة بربرية ، agni : hill، Coast، punicized in gonion ، guniu والتي يجدها المرء، على سبيل المثال، في رشقون.

## موقع
تقع بريشك في نفس موقع Gunnugu القديم على الرعن الذي يحمل قبة سيدي إبراهيم على الساحل الجزائري. غالبًا ما يتم التعرف عليها مع قوراية الحالية، إلا أنها تقع على بعد كيلومترات قليلة منها.
تتواجد المدينة القديمة حسب الطريق الأنطونيعلى بعد 22 ميلاً من قيصرية ، أو ما يزيد قليلاً عن 30 km غرب شرشال. تشير المصادر الرئيسية في العصور الوسطى إلى مدينتين بحريتين فقط بين الجزائر وتينيس : شرشال وبريشك. تندمج بقايا Breshk و Gunnugu اليوم.

## غونوغو، المدينة القديمة
كانت غونوغو في البداية مستوطنة بونيقية كما يتضح من بقايا المقابر والفخار. بعد أن أصبحت ملكية رومانية ، تم إنشاؤها كمستعمرة وشهدت تطورًا معينًا، دون التمكن من الوصول إلى تلك المجاورة لها قيصرية . ومن بين الآثار الرومانية صهاريج وقناة وأجزاء من التماثيل.
أصبح جونوجو مقرًا لأسقفية خلال الفترة المسيحية ويعاني من المشاكل الناجمة عن الانقسام الدوناتي . ثم احتلها الفاندال ثم البيزنطيون.

## برشك مدينة القرون الوسطى

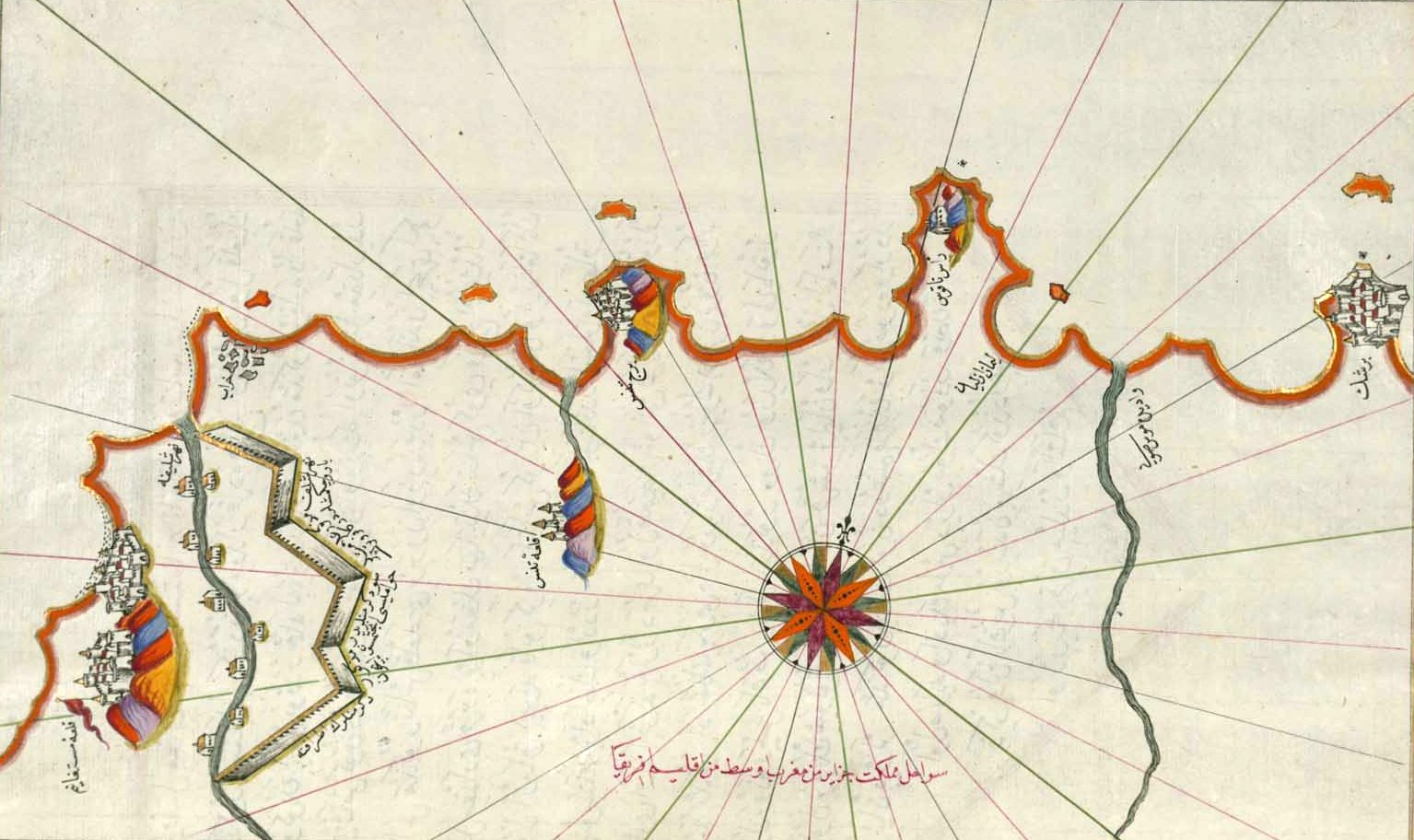
خريطة عثمانية لبيري ريس ، توضح منطقة الظاهرة بين مستغانم وبريشك.

بعد الفتح الإسلامي للمغرب العربي ، غيرت اسمها إلى بريشك  وأصبحت مدينة نشطة وميناءًا في العصور الوسطى. كان ميناءا مهمًا ولديها أيضًا أراضي زراعية غنية  يصر مؤلفو العصور الوسطى على خصوبة الأراضي المجاورة التي تنتج القمح والشعير بما يتجاوز احتياجات السكان، فالماشية مصدر للثروة وتنتج البلاد الكثير من العسل وخاصة الكتان .
تطور السباق، X العاشر القرن، هجوم الأساطيل المسيحية عام 1144 بقيادة الملك روجر الثاني ملك صقلية. كان يسيطر عليها سكان جبال الظهرة ، وكانت مدينة بربرية حافظت على استقلالها حتى إنشاء بربروسا قرصان على الساحل الجزائري. في غضون ذلك، استقبلت المدينة لاجئين أندلسيين ، لكن بأعداد غير كافية لضمان تطورها .
في XVI عشر في، كانت تصدر التين المجفف إلى الجزائر العاصمة وتونس ، وكذلك الكتان والقطن لمصنع النسيج.  .
في عام 1531 ، دمر زلزال المدينة. تم تدميرها نهائيًا في عام 1614 بعد هجوم من قبل سانت إتيان، المدينة التي لم يتم إعادة بنائها، وبالتالي اختفت من التاريخ. تم التخلي عن المدينة عندما زار توماس شو المنطقة في أوائل XVIIIالثامن عشر .

## أقوال المؤرخين فيها
تطرق الحسن الوزان إلى مدينة برشك في كتابه الشهير وصف إفرقيا ووصفها كالآتي :
| برشك | وهي مدينة قديمة بناها الرومان على البحر المتوسط على مسافة أميال عديدة من المدينة السابقة . وهي مأهولة جدا بسكان أجلاف يعمل أكثرهم في حياكة أقمشة الكتان. وهم رجال مهرة وبواسل كالأسود ومن عادة كل واحد أن يرسم على خديه وعلى إحدى يديه صليبا أسود وصليبا في راحة يده ، تحت الأصابع. ويحتفظ كل الجبليين المجاورين لمدينة الجزائر وبجاية بهذه العادة. ويروى لنا المؤرخون الافارقة أن عددا لا يحصى من البلاد والسواحل والجبال كانت تحت سلطة القوط ، وأصبح الكثير من المغاربة نصارى. وقد أصدر ملوك القوط أمرا بعدم استيفاء أية جزية من الذين كانوا نصارى. وفي وقت دفع الضريبة كانوا يدّعون جميعا أنهم نصارى ، ولكن القوط الذين كانوا يجهلون لغة السكان وعاداتهم لم يكونوا قادرين على التمييز بين النصراني الحقيقي ومدعى النصرانية. فأعطيت الأوامر عندئذ للنصارى باستعمال الوشم بهذه الصلبان. وعندما انتزعت السلطة من القوط عاد كل الناس إلى الديانة الإسلامية. ولكن مع مرور الزمن بقيت عادة الوشم بهذه الصلبان ، وهناك عدد لا يحصى من الناس لا يعرفون سبب ذلك. ولأمراء موريتانيا ، شأن عامة الناس ، هذه المعادة نفسها ، وهو رسم صليب على الخد بواسطة شفرة سكين ، ونرى في أوروبا بعض الأشخاص يصنعون نفس الشىء مثل أولئك. وتعيش مدينة برشك في رخاء ، ولا سيما لكثرة التين. وتنتج الأرياف الجميلة الواقعة حولها الكتان والشعير بكمية كبيرة. وسكانها حلفاء وأصدقاء لسكان الجبال المجاورة وبفضل دعم هؤلاء استطاعت أن تحمى نفسها خلال مائة عام ، وأن تظاحرة من الضريبة حتى عهد التركى بربروس الذي فرضها بشكل ثقيل. وينقل كثير من أهل برشك التين والكتان بحرا إلى الجزائر وبجاية وإلى تونس ، ويجنون من وراء ذلك كسبا طيبا. ولا يزال في المدينة كثير من آثار أبنية وعمارات رومانية وقد بنيت الأسوار من مواد أنقاضها | برشك |

### روابط خارجية
- Morel, J.-P.; Camps, G. (1 Sep 1999). "Gunugu. (Kαvoυκισ ?)". Encyclopédie berbère (بالفرنسية) (21): 3245–3257. DOI:10.4000/encyclopedieberbere.1817. ISSN:1015-7344. Archived from the original on 2023-02-21. Retrieved 2021-03-06.
- Missonnier، F. (1933). "Fouilles dans la nécropole punique de Gouraya (Algérie)". Mélanges de l'école française de Rome. ج. 50 ع. 1: 87–119. DOI:10.3406/mefr.1933.7233. مؤرشف من الأصل في 2023-02-21. اطلع عليه بتاريخ 2021-03-06.

### فهرس
- Haddadou، Mohand-Akli (2012). Dictionnaire toponymique et historique de l'Algérie. Tizi Ouzou: Éditions Achab. ص. 636. ISBN:978-9947-972-25-0.